# K.k. Standschützenkompanie Strigno

Standschütze

Die k.k. Standschützenkompanie Strigno war Teil des letzten Aufgebots, das die Österreichisch-Ungarische Armee im Mai 1915 an die durch die italienische Armee angegriffene Südgrenze der Monarchie stellen konnte.
Teils aus der Ortschaft Strigno, teils aus der im äußersten Südostzipfel Welschtirols angesiedelten Ortschaft Grigno sowie den umliegenden Weilern rekrutierten sich die Männer der Standschützenkompanie Strigno. Beide Ortschaften lagen im geräumten Gebiet, das aber von den Italienern erst am 6. Juni 1915 besetzt wurde.

## Formierung
- Mai 1915: 4 Offiziere, 153 Schützen

Offiziere:
Standschützen-Hauptmann Enrico Fabbro – Jahrgang 1869
Standschützen-Leutnant Battista Trenti – Jahrgang 1856
Standschützen-Leutnant Antonio Rovigno – Jahrgang 1859
Standschützen-Leutnant Candido Melchiori – Jahrgang 1871

## Einsätze
Nach der Mobilisierung wurde die Kompanie in die weit westlich liegende Verteidigungslinie zwischen dem Monte Panarotta (2.002 m) und dem Sasso Rotto (2.396 m) nördlich der Valsugana transportiert. Im Jahre 1916 war sie an der Frühjahrsoffensive auf den Sieben Gemeinden beteiligt und später Besatzung der Höhen von Barricata und Marcésina. 
Aller Wahrscheinlichkeit nach wurde die Kompanie bereits zuvor mit anderen Formationen aus der Valsugana zusammengelegt. Am 17. Oktober 1917 erscheint sie als Teil der bei der 37. Infanterie-Brigade in Trient aufgestellten „Standschützen-Feld-Kompanie Valsugana“, die bis zum Sommer 1918 bei Riva stand, danach mit den Standschützen-Kompanien Riva-Arco, Trient und Vallarsa zum Standschützen „Bataillon IV“ zusammengefasst wurde und die letzten Kriegswochen als Arbeiter-Formation bestand.
Viele der Standschützen wurden nach Kriegsende bei ihrer Heimkehr festgenommen. Obwohl sie nach dem Kriegsvölkerrecht Kombattantenstatus besaßen, wurden sie nicht als Kriegsgefangene, sondern als Verbrecher behandelt und in die Abruzzen deportiert.